# Storia del matrimonio tra persone dello stesso sesso

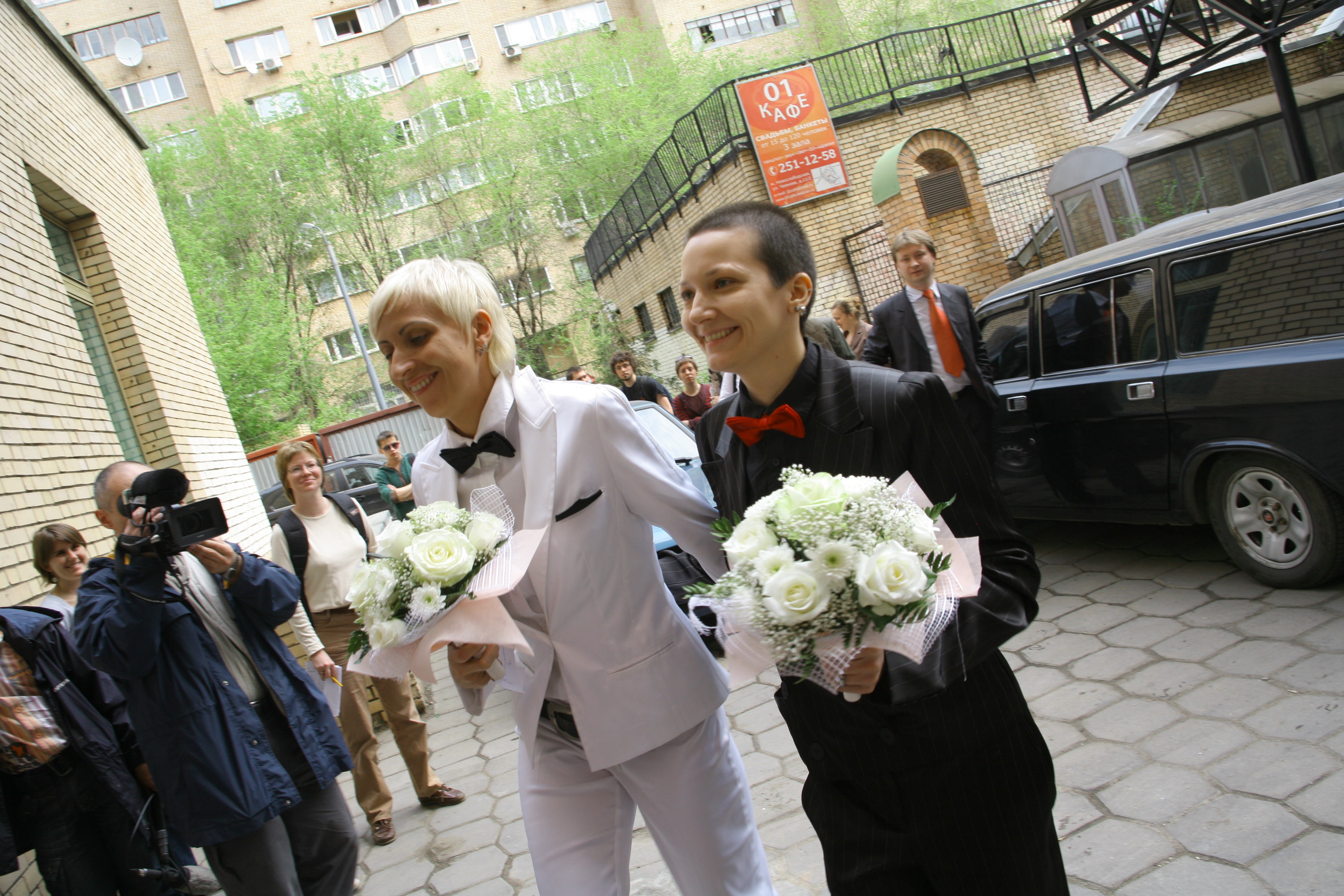
Un matrimonio tra due donne

La storia del matrimonio tra persone dello stesso sesso vuole descrivere le varie forme e tipologie di unione omosessuale che si sono realizzate nel corso della storia, dai rapporti più informali e non autorizzati alle unioni temporanee ed altamente ritualizzate che potevano anche includere una qualche idea di "contratto matrimoniale" sino a giungere all'autentico matrimonio tra persone dello stesso sesso consentito nelle legislazioni di certi paesi contemporanei.

## Antichità
Mentre è relativamente nuova la pratica che prevede alle coppie dello stesso sesso la concessione della stessa forma di riconoscimento giuridico coniugale così com'è comunemente utilizzata dalle coppie eterosessuali, vi è qualche notevole esempio storico di unioni registrate - soprattutto tra uomini ma non solo - in alcune parti del mondo antico.
Ne sono esistiti tipi diversi, a seconda del luogo e del tempo presi in esame. Una qual specie di connubio tra persone dello stesso sesso era conosciuto sia nell'antica Grecia sia nell'antica Roma, oltre che nell'antica Mesopotamia, in alcune regioni dell'antica Cina, come nella provincia di Fujian, ed in certi momenti nella storia antica europea.
Queste unioni tra persone dello stesso sesso continuarono a prodursi in occidente fino a quando il cristianesimo non divenne la religione ufficiale dell'Impero Romano. Una legge appartenente al Codice Teodosiano (C. Th. 9.7.3) venne promulgata nel 342 d.C. dagli imperatori cristiani Costanzo II e Costante; essa vietava di fatto il matrimonio omosessuale nell'antica Roma ordinando che coloro che fossero stati così sposati dovessero immantinente venir annullati.
Pratiche e riti di unione civile erano riconosciute almeno tra i Babilonesi, dato che gli "almanacchi degli incantesimi" contenevano formule magiche per favorire l'amore sia eterosessuale sia omosessuale.
Nella provincia cinese meridionale del Fujian, durante il periodo della dinastia Ming, le donne avevano la possibilità di legarsi contrattualmente a giovani ragazze in elaborate cerimonie; agli uomini era concesso un sistema analogo. Questo tipo di accordo era del tutto simile a quello presente nella storia antica europea.
Un esempio di convivenza egualitaria tra maschi è quello dato dall'esempio di Pan Zhang e Wang Zhongxian, risalente agli inizi della dinastia Zhou: mentre il rapporto è stato chiaramente approvato dalla comunità di cui facevano parte, ed è stato confrontato con il matrimonio eterosessuale, non ha però comportato una cerimonia religiosa vincolante la coppia.

### Antica Grecia

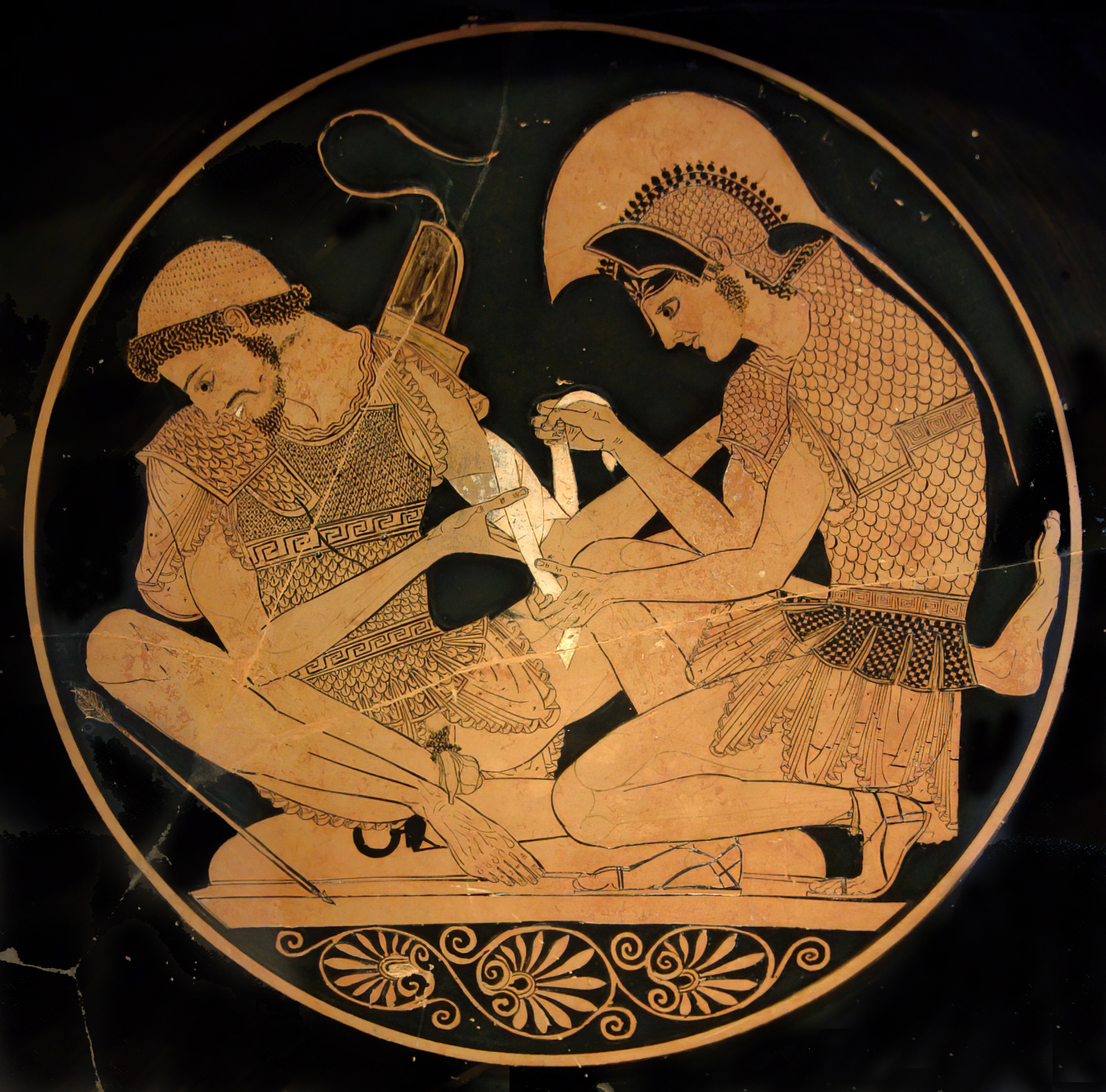
Achille benda Patroclo, kylix a figure rosse di produzione attica.

Alcune tra le maggiori società occidentali storiche si sono rivelate essere tra le prime ad integrare nel proprio sistema culturale le relazioni omosessuali. La pratica dell'amore tra persone dello stesso sesso in Grecia spesso ha preso la forma di pederastia, condizione istituzionalizzata ma limitata nel tempo ed in molti casi persino coesistente con il matrimonio eterosessuale.
I casi documentati in questa regione hanno dimostrato che tali unioni erano temporanee relazioni tra un uomo adulto e un maschio adolescente, consuetudine universalmente conosciuta col nome di pederastia greca. Questi rapporti hanno creato col tempo un certo dilemma morale per i greci e non sono stati universalmente accettati.
Nei periodi indicati come Grecia arcaica e Grecia classica, le relazioni pederastiche tra uomini (erastès) e giovani (eromenos) erano simili al matrimonio in quanto l'età del ragazzo era del tutto simile a quella in cui generalmente le figlie venivano fatte sposare dai padri (per lo più a partire dalla pubertà alla metà dell'adolescenza), e la relazione poteva essere intrapresa solo con il preventivo consenso della famiglia a cui apparteneva il giovinetto prescelto (vedi il caso ad esempio riguardante la pederastia cretese).
Questo consenso, proprio come nel caso del matrimonio di una figlia, era subordinato innanzi tutto alla condizione sociale del pretendente. Il rapporto consisteva di ben precise responsabilità sociali e religiose e aveva anche una componente sessuale. A differenza del matrimonio, però, un rapporto pederastico era temporaneo e si concludeva nella gran maggioranza dei casi quando il ragazzo aveva compiuto i diciassette anni o poco di più.
Allo stesso tempo, molte di queste relazioni potevano assumere ed essere sempre più chiaramente intese come rapporti di mentoring tra uomini adulti e ragazzi, piuttosto che rappresentare un analogo del matrimonio. Questo è particolarmente vero nel caso di Sparta con la pederastia spartana, dove il rapporto era destinato a promuovere l'addestramento militare di un giovane ragazzo; mentre il rapporto era per lo più duraturo, potendo anche prolungarsi per tutta la vita, e di profondo significato emotivo per i partecipanti - molto più di quanto non venga considerato l'istituto matrimoniale dalla cultura contemporanea -; infine la relazione continuava anche dopo che i partecipanti avevano raggiunto i vent'anni e perfino dopo essersi sposati con delle donne, come ci si aspettava di regola.
Numerosi esempi di unioni omosessuali si trovano negli scritti greci antichi. Famose coppie pederastiche greche che hanno intessuto anche rapporti sessuali sono quelle rappresentate da Armodio e Aristogitone, Pelopida ed Epaminonda e Alessandro Magno e Bagoas. Tuttavia, in nessuna di queste unioni omosessuali viene mai menzionata la parola greca per indicare il contratto ufficiale che lega in matrimonio". Il mondo romano sembra essere stato il primo ad effettuare dei veri e propri matrimoni tra persone adulte dello stesso sesso.

### Antica Roma
Tra i Romani vi sono stati casi di matrimoni omosessuali in corso di esecuzione, come è ben evidenziato da quelli fatti celebrare dall'ultimo imperatore romano della dinastia giulio-claudia Nerone, che sposò ufficialmente - proprio come fosse sua moglie - un ragazzo eunuco di nome Sporo e quello (anche se è messa in dubbio da molti storici) dell'imperatore adolescente Eliogabalo.
Il fatto stesso che vi sia stata necessità di mettere fuorilegge queste unioni nel 342, indica con chiarezza che la pratica era socialmente accettata e quantomai diffusa.
Almeno due degli imperatori romani quindi, come detto, si impegnarono in unioni con degli uomini; tra l'altro si ritiene che tredici dei primi quattordici imperatori possano abbastanza palesemente essere ritenuti, se non esclusivamente omosessuali almeno bisessuali.
Ma Nerone viene indicato anche per aver sposato un suo liberto, un certo Pitagora, in una cerimonia in cui l'imperatore avrebbe preso il ruolo della sposa; questo prima di proclamare Sporo propria regina in sostituzione di Poppea che aveva ucciso a calci; con tutte le solennità che richiedevano il matrimonio, il ragazzo convisse con lui come sua legittima sposa fino alla fine.
Non solo, ma il matrimonio fu celebrato separatamente sia in Grecia che a Roma in cerimonie pubbliche quantomai stravaganti.
Per quel che riguarda il giovane Eliogabalo, prese come proprio marito il suo auriga (conducente di carro), uno schiavo biondo proveniente dalla Caria di nome Ierocle (auriga). Inoltre sposò un atleta di nome Zotico in una cerimonia pubblica sontuosa a Roma tra i festeggiamenti dei cittadini.

## Politica della chiesa paleocristiana e medioevale
Come fecero le altre filosofie e religioni del tempo, anche il sempre più influente cristianesimo promosse il matrimonio esclusivamente per fini procreativi. Gli insegnamenti del Talmud e la Torah ebraica, e la Bibbia, indicavano espressamente il divieto per tutte quelle pratiche contrarie alla natura e alla volontà del Creatore.
Anche dopo la promulgazione del Codice Teodosiano gli imperatori bizantini hanno però continuato a riscuotere le tasse sui prostituti maschi, questo almeno fino al regno di Anastasio I Dicoro (491-518). Nell'anno 390, gli imperatori cristiani Valentiniano II, Teodosio I e Arcadio stabilirono che la sessualità omosessuale dovesse essere considerata illegale e che coloro che fossero trovati colpevoli di tali atti fossero condannati alla pubblica morte sul rogo.
L'imperatore cristiano Giustiniano I (527-565) ha fatto degli omosessuali un capro espiatorio per innumerevoli problemi dell'epoca quali "carestie, terremoti e pestilenze", mentre l'omosessualità è stata per lo più tollerata in epoca pre-cristiana, seppur in maniera alquanto controversa; ad esempio, argomenti contro le relazioni omosessuali sono incluse nell'opera di Plutarco intitolata Moralia.

## Pirateria caraibica (XVI-XVIII secolo)
Tra i pirati nei Caraibi era diffusa una eredità elettiva verso commilitoni detta in francese  matelotage. I compagni, detti matelot in francese e mate in inglese (da cui il termine odierno mate), stringevano un'unione che aveva risvolti non sessuali ma solo socio-economici (alla morte di uno l'altro ne ereditava gli averi). Essa poteva essere attuata mediante diversi accordi.  L'unione ovviamente non precludeva al rapporto con donne ne sessuale. Il matelotage era pratica pubblicamente normale tra i pirati, mentre era illegale nella marina militare (come la pirateria, anche l'omosessualità era illegale nelle legislazioni dell'epoca). Il matelotage divenne così comune che nel 1645 il governatore francese richiese che centinaia di prostitute venissero inviate a Tortuga, così da "regolarizzare" la vita dei pirati.

## Tempi moderni

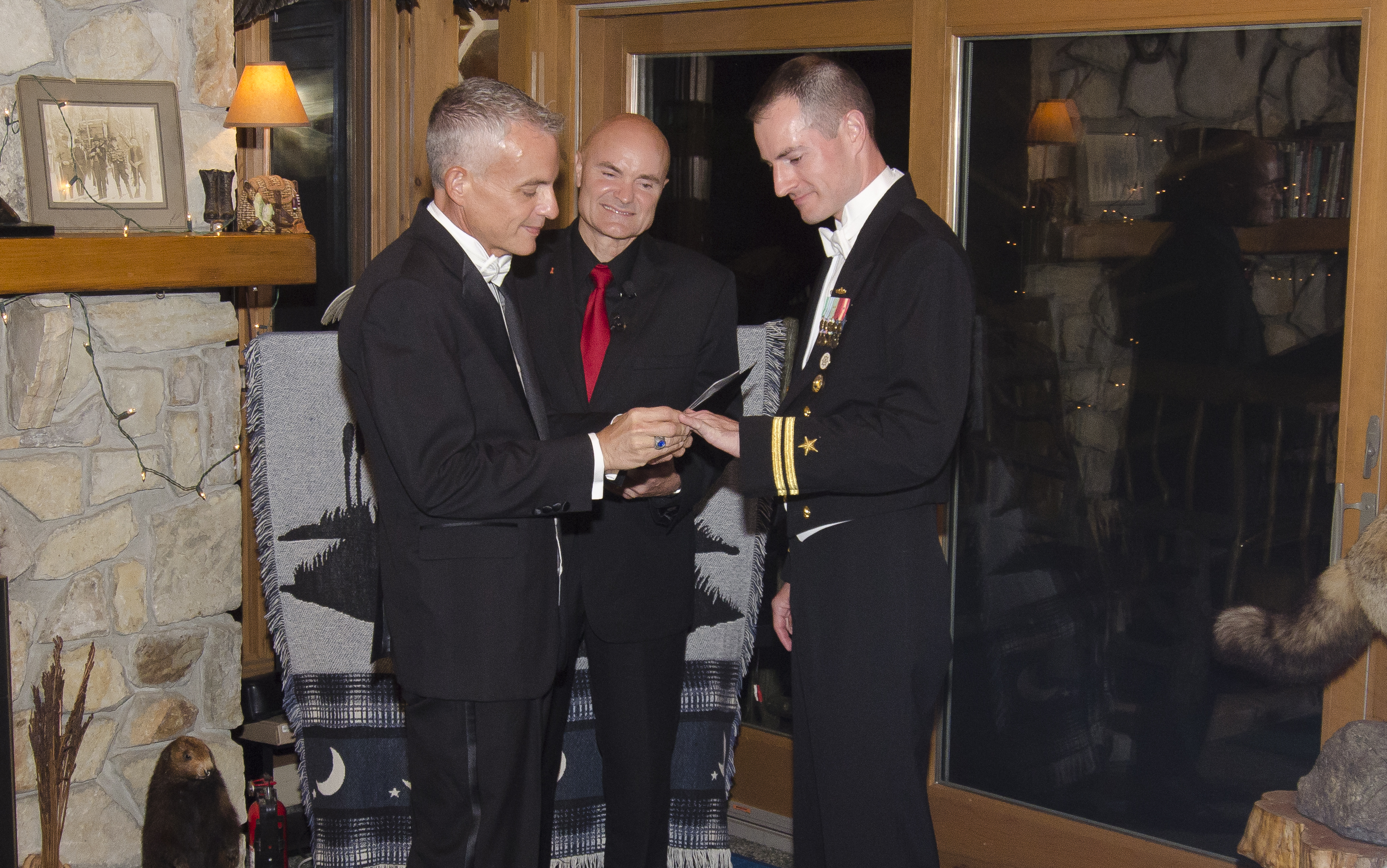
Un matrimonio tra due uomini

Dalla seconda metà del XX secolo diversi tipi di unioni omosessuali sono state legalizzate in molte nazioni del pianeta (la prima a farlo è stata la Danimarca nel 1989), mentre solo nel XXI secolo diversi stati hanno incominciato a legalzzare anche il matrimonio tra persone dello stesso sesso (il primo paese furono i Paesi Bassi nel 2001).

### In Europa
Nel 2024 il "Matrimonio omosessuale" è attualmente legale in molti paesi europei: Andorra, Austria, Belgio, Danimarca, Grecia, Estonia, Finlandia, Irlanda, Islanda, Paesi Bassi, Norvegia, Portogallo, Spagna, Francia, Regno Unito (Inghilterra, Galles e Scozia, Irlanda del Nord), Slovenia, Svezia, Svizzera, Lussemburgo, Finlandia, Germania, Malta, Isola di Man.
Altri tipi di riconoscimento per le unioni tra persone dello stesso sesso (unioni civili o unioni registrate) sono a partire dal 2014 legali in altri dodici paesi europei: Croazia, Repubblica Ceca, Italia, (Jersey), il Liechtenstein, l'Ungheria.

### Nelle Americhe
In Canada il matrimonio è stato legalizzato nel 2005, nelle Bermuda nel 2017.
Negli Stati Uniti il matrimonio egualitario, dopo una parziale legalizzazione in diversi stati, è stato introdotto a livello federale nel 2015.
Nel Messico il matrimonio egualitario è presente in maniera frammentata sul territorio.
In sud America è legale in Brasile, Uruguay, Colombia, Argentina.

### Africa
Attualmente il Sud Africa è l'unico paese del continente a riconoscere il matrimonio per le coppie dello stesso sesso.